# Dulce fugitiva
Dulce fugitiva fue una telenovela argentina emitida en 1979 por ATC, protagonizada por Silvina Rada y Gerardo Romano, junto con Marcela López Rey, Eduardo Rudy y Mirta Busnelli en el rol de la malvada Rosario Quintana.

## Guion
La telenovela fue escrito por Carlos Lozano Dana, conocido por crear historias como Alguien por quien vivir (1975), Una promesa para todos (1977), Romina (1980), Eugenia (1981), La búsqueda (1982), Pelear por la vida (1984) y más.

## Elenco
- Silvina Rada - Gabriela Montefiori
- Gerardo Romano - Claudio Pacheco
- Mirta Busnelli - Rosario Quintana
- Marcela López Rey - Ana
- Eduardo Rudy - Leonardo
- Jorge Villalba - Pablo
- Cris Morena - Laura Morena
- Claudio Corvalán
- Amelia Bence - Zulema
- María Noel Genovese - Sara
- Emilio Comte - José María
- Eloísa Cañizares
- Daniel Lago

## Equipo de producción
- Historia original: Carlos Lozano Dana
- Producción: Pedro Pablo Bilán
- Dirección: Manuel Vicente
- Tema: ¿Porque te vas?
- Letra y música: Manuel Alejandro
- Intérprete: Jeanette